# Beniarjó
Beniarjó és un municipi del País Valencià a la comarca de la Safor.

## Geografia
El terme té 2,8 km², està situat a l'Horta de Gandia i és absolutament pla. Els únics accidents geogràfics són els meandres dels rius Serpis i Vernissa, que confluïxen ben a prop de Beniarjó. El Serpis creua el terme de sud a nord i frega el nucli de població per l'oest, mentre que el seu afluent el Vernissa creua el terme de sud-oest a nord-est.
El nucli urbà forma una conurbació amb el de Beniflà, al sud.

### Límits
| Real de Gandia  | Almoines El Real de Gandia |                     |
| Palma de Gandia |                            | Rafelcofer          |
| Palma de Gandia | Beniflà                    | La Font d'en Carròs |

### Accés
Es pot accedir a Beniarjó per la carretera CV-680 que ve de Gandia, al nord, passant per Almoines. També creua el municipi l'autopista AP-7, a escassa distància del nucli urbà, tot i que l'accés més pròxim està a Oliva. Antigament el tren Alcoi-Gandia comptava amb una estació a Beniarjó.

## Història
Tingué el seu origen en una alqueria musulmana que depenia del castell de Bairén. En el segle xii apareix documentada com a Benizerjó. Jaume I va donar-la el 1247 a Roman Castellà, i va passar posteriorment a ser propietat de la família March i, amb això, es va integrar en el ducat de Gandia. L'any 1425 Ausiàs March, natural de Beniarjó, encara que els gandians en disputen l'honor, va assolir del rei Alfons el Magnànim la concessió del mer i mixt imperi i la plena jurisdicció criminal, privilegi que havia obtingut amb anterioritat Pere March, pare del poeta. La seua primitiva parròquia, amb culte a sant Marc, depenia de Gandia, el 1535 s'independitzà juntament amb Almoines (separada el 1574) i Pardines que romangueren com a annexes. Fins al moment de l'expulsió dels moriscs, en 1609, fou lloc de moriscs on habitaven 160 famílies. En l'època del conreu del canyamel, Beniarjó fou un centre important. El palau dels March va passar posteriorment a la casa de Medinaceli, que va desmantellar-lo i va vendre els seus materials. Per altra banda, la capella de sant Marc, que després de l'erecció de la nova església dedicada a sant Joan Baptista havia quedat com ermita annexa al palau senyorial, ha estat destruïda en època recent.

## Demografia i economia
A mitjan segle xix, Beniarjó comptava aproximadament amb 457 habitants, que conreaven principalment la seda. En el cens de 2002 s'hi enregistraren 1.288 persones, de gentilici beniarjoters. Un 78,9% dels habitants declarà saber parlar valencià en el cens de l'any 2001.
| 1990  | 1992  | 1994  | 1996  | 1998  | 2000  | 2002  | 2004  | 2006  | 2008  | 2009  |
| ----- | ----- | ----- | ----- | ----- | ----- | ----- | ----- | ----- | ----- | ----- |
| 1.269 | 1.120 | 1.138 | 1.165 | 1.170 | 1.242 | 1.288 | 1.432 | 1.550 | 1.759 | 1.783 |

El principal sector econòmic és l'agricultura, sobretot el cultiu de tarongers; a més a més, hi ha xicotetes empreses que han afavorit l'augment demogràfic.

## Política i Govern

### Composició de la Corporació Municipal
El Ple de l'Ajuntament està format per 9 regidors. En les eleccions municipals de 26 de maig de 2019 foren elegits 4 regidors del Partit Socialista del País Valencià (PSPV-PSOE), 3 de Compromís per Beniarjó (Compromís) i 2 del Partit Popular (PP).
| Eleccions municipals de 26 de maig de 2019 - Beniarjó |                                          |                                     |                                     |        |          |          |
| Candidatura | Candidatura                              | Candidatura                         | Cap de llista                       | Vots   | Vots     | Regidors |
| | Partit Socialista del País Valencià-PSOE |                                     | Eva Llinares Martínez               | 358    | 38,13%   | 4 (+1)   |
| | Compromís per Beniarjó                   |                                     | Marc Estruch Morant                 | 288    | 30,67%   | 3 ()     |
| | Partit Popular                           |                                     | Borja Ruiz Sanmateu                 | 223    | 23,75%   | 2 (-1)   |
| | Altres candidatures                      |                                     |                                     | 62     | 6,60%    | 0        |
| | Vots en blanc                            |                                     |                                     | 8      | 0,85%    |          |
| Total vots vàlids i regidors | Total vots vàlids i regidors             | Total vots vàlids i regidors        | Total vots vàlids i regidors        | 939    | 100 %    | 9        |
| | Vots nuls                                | Vots nuls                           | Vots nuls                           | 19     | 1,98%    |          |
| Participació (vots vàlids més nuls) | Participació (vots vàlids més nuls)      | Participació (vots vàlids més nuls) | Participació (vots vàlids més nuls) | 958    | 73,58%** |          |
| Abstenció | Abstenció                                | Abstenció                           | Abstenció                           | 344*   | 26,42%** |          |
| Total cens electoral | Total cens electoral                     | Total cens electoral                | Total cens electoral                | 1.302* | 100 %**  |          |
| Alcaldessa: Eva Llinares Martínez (PSPV) (15/06/2019) Per ser la llista més votada, després de no haver obtingut majoria absoluta dels regidors (4 vots de PSPV) |                                          |                                     |                                     |        |          |          |
| Fonts: JEC, JEZ Gandia, M. Interior, Periòdic Ara. (* No són vots sinó electors. ** Percentatge respecte del cens electoral.)                                    |                                          |                                     |                                     |        |          |          |

### Alcaldes
Des de 2019 l'alcaldessa de Beniarjó és Eva Maria Llinares Martínez, del Partit Socialista del País Valencià.
| Període                       | Alcalde o alcaldessa                           | Partit polític                           | Data de possessió     | Observacions       |
| ----------------------------- | ---------------------------------------------- | ---------------------------------------- | --------------------- | ------------------ |
| 1979–1983                     | Salvador Lorente Villacampa                    | AI                                       | 19/04/1979            | --                 |
| 1983–1987                     | Miguel Linares Coll                            | PSPV-PSOE                                | 28/05/1983            | --                 |
| 1987–1991                     | Miguel Linares Coll                            | PSPV-PSOE                                | 30/06/1987            | --                 |
| 1991–1995                     | Miguel Linares Coll                            | PSPV-PSOE                                | 15/06/1991            | --                 |
| 1995–1999                     | Salvador Manuel Enguix Morant                  | PP                                       | 17/06/1995            | --                 |
| 1999–2003                     | Salvador Manuel Enguix Morant                  | PP                                       | 03/07/1999            | --                 |
| 2003–2007                     | Salvador Manuel Enguix Morant                  | PP                                       | 14/06/2003            | --                 |
| 2007–2011                     | Salvador Manuel Enguix Morant                  | PP                                       | 16/06/2007            | --                 |
| 2011–2015                     | Salvador Manuel Enguix Morant                  | PP                                       | 11/06/2011            | --                 |
| 2015–2019                     | Juan Víctor Escrivá Morant Marc Estruch Morant | ^PSPV-PSOE Coalició Compromís\|Compromís | 13/06/2015 17/06/2017 | Pacte de govern -- |
| 2019-2023                     | Eva Llinares Martínez                          | PSPV-PSOE                                | 15/06/2019            | --                 |
| Des de 2023                   | Eva LLinares Martínez                          | PSPV-PSOE                                | 17/06/2023            | --                 |
| Fonts: Generalitat Valenciana |                                                |                                          |                       |                    |

## Monuments
El nucli urbà és tortuós i forma petites places. Del seu patrimoni es pot destacar:
- Ajuntament. Segle XIX.
- Església de sant Joan Baptista. Dels anys seixanta del segle xx, construïda sobre l'anterior, de la qual es conserven algunes obres d'art.
- Vestigis de la que fou casa senyorial dels March.
- Cisterna i aljub que abastien d'aigua el palau. Recentment restaurades.

## Festes i gastronomia
El 25 d'abril se celebren a Beniarjó les festes en honor de sant Marc, en què es ballen les danses conegudes com ara el Ball de la Bandera i les Caixes de sant Marc, ambdues amb origen a la Florència del segle xv. Altres actes culturals de Beniarjó són el premi anual de poesia "Senyoriu d'Ausiàs March" i el Festival Internacional de Música i Dansa tradicional, ambdós celebrats cap a finals d'abril, i el festival internacional de Música i Dansa de Beniarjó la segona quinzena d'agost amb la participació de grups d'Amèrica, Àsia, Europa i Àfrica. Són festes de renom a la comarca les que se celebren el tercer diumenge de maig en honor de la Mare de Déu dels Desemparats.
La gastronomia es basa en els arrossos, també hi destaca la cassola de bonítol al forn. Quant als dolços, els típics de Nadal.

## Fills il·lustres
- Ausiàs March (Beniarjó, 1400 - València, 1459) va ser un poeta i cavaller medieval, nascut a Beniarjó